# Seznam osebnosti iz Občine Izola
Seznam osebnosti iz Občine Izola vsebuje osebnosti, ki so se tu rodile, delovale ali umrle.
Občino sestavlja devet naselij, in sicer Baredi, Cetore, Dobrava, Izola, Jagodje, Korte, Malija, Šared in Nožed. 

## Gospodarstvo
- Leon Bernetič, električar, inovator, ribič in vinogradnik (1926, Bernetiči – 2008, Izola)
- Rudi Dujc, ekonomist in gospodarstvenik (1939, Škoflje – 1993, Izola)
- Zvonko Grahek, gospodarstvenik in politik (1924, kraj rojstva neznan)
- Ivo Jelačin, gospodarstvenik (1926, Senožeče - )
- Andrej Jereb, podjetnik in voznik rally-ja (čas in kraj rojstva neznana)
- Marcel Kralj, gospodarstvenik (1925, Gabrovec, Italija – 1996, Izola)
- Elio Sfiligoj, gospodarstvenik (1919- ?)
- Jožko Simončič, gospodarstvenik in pravnik (1914, Bohinjska Bistrica)
- Gvido Vesel, sadjar (1901, Trst, Italija – 1984, Izola)

## Humanistika in znanost
- Anton Berlot, etruskolog (1897, Trst, Italija – 1986, Izola)
- Stane Bernik, umetnostni kritik in umetnostni zgodovinar (1938, Prizren, Kosovo – 2019, Ljubljana)
- Vanda Bezek, umetnostna zgodovinarka (1933, Opatija, Hrvaška)
- Karl Capuder, kulturni delavec in zgodovinar (1879, Spodnje Prapreče – 1960, Izola)
- Zvona Ciglič, etnologinja (1948, Ajdovščina)
- Pietro Coppo, kartograf, geograf in politik (1469/1470, Benetke, Italija – 1555/1556, Izola)
- Metka Cotič, filozofinja, pisateljica in umetnostna zgodovinarka (1957, Šempeter pri Gorici)
- Timi Ećimović, fizik, okoljevarstvenik, predavatelj, profesor, publicist, raziskovalec in znanstvenik (1941, Sarajevo, Bosna in Hercegovina)
- Andraž Jež, literarni zgodovinar (1985, Ljubljana)
- Albert Klun, zgodovinar (1926, Brezovica (občina Hrpelje-Kozina) – 2002, Izola)
- Domenico Lovisato, geolog in patriot (1842, Izola – 1916, Cagliari, Italija)
- Johann Gabriel Seidl, arheolog, dramatik, pesnik in potopisec (1804, Dunaj, Avstrija – 1875, Dunaj, Avstrija)
- Jože Štirn, biolog in oceanograf (1934, Ljubljana)
- Miran Vardjan, fitofiziolog (1919, Lož – 2005, Ljubljana)
- Domenico Venturini, zgodovinar (1874, Pula, Hrvaška – 1968, Trst, Italija)

## Kultura

### Glasba
- Irena Baar, koncertna pevka, operna pevka in sopranistka (1958, Ljubljana – 2006, Ljubljana)
- Anton Baloh, glasbenik in pedagog (čas in kraj rojstva neznana)
- Leon Bučar, baritonist ter vodja in ustanovitelj Kvarteta 7 PLUS (čas in kraj rojstva neznana)
- Rudi Bučar, glasbenik in poustvarjalec istrske glasbene kulturne dediščine (1978, Koper)
- Zvone Bukovec, pevec, bas kitarist in skladatelj zabavne glasbe (1951, Postojne – 1983, Izola)
- Nelfi Depangher, besedilopisec, bobnar in skladatelj (1951, Koper)
- Faraoni – izolska pop rock skupina (1967, ustanovitelj Valter Soša, ostali člani: Stojan Družina, Gianni Collori in Nelfi Depangher)
- Lana Hrvatin, pevka (sodelovala na Emi Freš 2020, čas in kraj rojstva neznana)
- Avgust Ipavec, dirigent, duhovnik in glasbenik (1950, Ročinj)
- Lara Kadis, pevka (2001, Izola)
- Drago Mislej – Mef, glasbenik, pesnik, pevec in skladatelj (1950, Postojna)
- Mirko Orlač, dirigent (čas in kraj rojstva neznana)
- Roman Pahor, glasbenik  (1899, Renče – 1949, Gornja Radgona)
- Vanja Pegan, glasbenik in pisatelj (1967, Koper)
- Ciril Pregelj, glasbeni pedagog, pevovodja in skladatelj (1887, Olševek – 1966, Izola)
- Ubald Vrabec, glasbenik in skladatelj (1905, Trst, Italija – 1992, Izola)

### Gledališče in film
- Zdravko Barišič, filmski producent, režiser in scenarist (1938, Zenica, Bosna in Hercegovina)
- Marjan Ciglič, filmski in televizijski režiser (1944, Golnik)
- Mojca Fatur, gledališka in filmska igralka (1978, Izola)
- Irma Flis, igralka, pisateljica, prevajalka, publicistka in filmska kritičarka (1925, Reka, Cerkno – 2005, Izola)
- Andrej Jelačin, dramatik, gledališki organizator, humorist, igralec in režiser (1932, Sežana)
- Boris Kobal, humorist, igralec in režiser (1955, Trst, Italija)
- Valerija Sila, gledališka igralka (1889, Izola – 1962, Trst, Italija)
- Franjo Sornik, amaterski igralec (1906, Maribor – 1960, Izola)
- Stane Starešinič, gledališki in filmski igralec (1921, Preloka – 1994, Izola)
- Koni Steinbacher, animator in režiser animiranih filmov (1940, Zgornje Prebukovje pri Šmrtnem)
- Srečko Tič, režiser in scenograf (1914 Iž, Hrvaška – 2004, Izola)

### Književnost
- Dorina Beržan, pesnica (čas in kraj rojstva neznana)
- Pasquale Besenghi degli Ughi, pesnik (1797, Izola - 1849, Trst, Italija)
- Arnaldo Bressan, esejist, prevajalec, pesnik in pisatelj ter literarni zgodovinar (1933, Izola – 1996, Milano, Italija)
- Goran Filipi, pesnik, pisatelj, prevajalec, univerzitetni predavatelj in znanstvenik (1954, Zadar, Hrvaška)
- Zoran Hudales, pesnik, pisatelj in dramatik (1907, Bovec – 1982, Izola)
- Edelman Jurinčič, pesnik (1952, Boršt)
- Aljoša Križ, lutkarica, pisateljica, pravljičarka in slikarka (1961, Koper)
- Vasja Ocvirk, pisatelj, dramatik in publicist (1920, Medvode – 1985, Izola)
- Vlado Šav, pesnik in pisatelj (1945, Trst, Italija – 2008, Izola)

### Publicistika
- Gildo Baruca, novinar in publicist (1931, Plavje – 2008, Izola)
- Nataša Benčič, novinarka (čas in kraj rojstva neznana)
- Danilo Benčina, publicist (1911, Trst, Italija – čas in kraj smrti neznana)
- Bogomil Bitežnik, publicist (1907, Gorica, Italija – 1985, Izola)
- Lorella Flego, novinarka, modna urednica in televizijska moderatorka (1974, Koper)
- Srečko Gombač, ekonomist, publicist in raziskovalec (1950, Koštabona)
- Vlado Ostrouška, novinar in rokometaš (čas in kraj rojstva neznana)
- Silvano Sau, novinar, častni občan Izole (1942, Trst, Italija – 2016, Izola)
- Stane Stanič, novinar, politik in publicist (1926, Laško – 2005, Sežana)
- Vid Vremec, publicist (1919, Opčine, Italija – 2002, Izola)
- Neva Zajc, novinarka in urednica (čas in kraj rojstva neznana)
- Srdjan Živulović, reportažni fotograf (1959, kraj rojstva neznan)

### Slikarstvo, kiparstvo, arhitektura in fotografija
- Boris Benčič, slikar, fotograf, scenograf in režiser (1957, Koper – 2002, Izola)
- Viktor Birsa, slikar (1908, Kobjegava – 2002, Izola)
- Franciscus de Cologna, arhitekt (okoli 1500, Koper – čas in kraj smrti neznana)
- Jana Dolenc, slikarka (1964, Ljubljana)
- Anton Flego, kipar, oblikovalec gledaliških scen in slikar (1938, Novo Mesto)
- Peter Furlanič, slikar (1560, Dekani – čas in kraj smrti neznana)
- Remigio Grižonič, fotograf (čas in kraj rojstva neznana)
- Jože Kološa, umetniški fotograf (1920, Murska Sobota – 1998, Izola)
- Marjan Kralj, modelar, slikar, ljubiteljski zgodovinar (1949, Ljubljana)
- Miro Kranjec, slikar (1916, Sežana – 1999, Sežana)
- Lojze Logar, slikar in grafik ter profesor (1944, Mežica – 2014, Sežana)
- Edo Mihevc, arhitekt (1911, Trst, Italija – 1985, Izola)
- Marjan Motoh, grafik in karikaturist (čas in kraj rojstva neznana – 2015, kraj smrti neznan)
- France Uršič, karikaturist in slikar (1907, Gorica, Italija – 1979, Izola)
- Leo Vilhar, slikar (1899, Veliki Otok – 1971, Sežana)
- Zlatko Zei, slikar (1908, Trst, Italija – 1982, Izola)
- Karel Zelenko, grafik, ilustrator, oblikovalec in slikar (1925, Celje)

## Politika in uprava
- Mario Abram, časnikar in politik (1920, Nabrežina, Italija – 2004, Ljubljana)
- Vladimir Dujmovič, politični delavec (1912, Rodik – čas neznan, Izola)
- Branko Furlan, družbeni in politični delavec (1920, Brje pri Braniku)
- Janez Jug, politik, poslanec in ekonomist (1947, Izola - 2011, kraj smrti neznan)
- Miro Kocjan, kulturni delavec in politični delavec (1924, Žirje – 2012, Koper)
- Igor Kolenc, nekdanji župan občine Izola (čas in kraj rojstva neznana)
- Danilo Markočič, magister turizma in trenutni župan občine Izola (1956, Izola)
- Breda Pečan, biologinja, političarka in poslanka (1946, Ljubljana)
- Branko Simonovič, poslanec (1953, Poreč, Hrvaška)
- Ivo Vajgl, diplomat, novinar in politik (1943, Maribor)
- Felice Žiža, poslanec (1963, Pula, Hrvaška)

## Razno
- Francka Bertalanič, posvojiteljica in rejnica (čas in kraj rojstva neznana)
- Boris Fili, pravnik (1931, Tolmin – 2011, Izola)
- Anton Juriševič – Tonček, sanitarni inšpektor in sekretar Rdečega križa, častni občan Izole (čas in kraj rojstva neznana – 2014, kraj smrti neznan)
- Ivan Vlahovič, gasilec (1926, Zagreb, Hrvaška – 2015, Izola)

## Religija
- Štefan Cek, duhovnik (1913, Hrušica (občina Ilirska Bistrica) – 1985, kraj neznan)
- Silvester Čuk, duhovnik, publicist, prevajalec in urednik (1940, Lome)
- Karel Esih, duhovnik (1901, Trst, Italija – 1984, Izola)
- Jožef Glažar, duhovnik (1889, Divača – 1961, Sežana)
- Janez Kobal, župnik (čas in kraj rojstva neznana)
- Franjo Ravnik, duhovnik in narodni buditelj (1832, Smokuč – 1883, Korte)
- Rafko Valenčič, duhovnik in teolog (1937, Mereče)
- Chiaro Vascotti, duhovnik in zgodovinar (1799, Izola – 1860, Nova Gorica)

## Šolstvo
- Diomira Fabjan, prevajalka in profesorica (1937, Trst, Italija)
- Selma Chicco Hajdin, učiteljica klavirja (čas rojstva neznan, Koper)
- Stanislav Hiti, baletni koreograf, plesalec in pedagog (1922, Ljubljana – 1975, Koper)
- Milan Jereb, javni delavec in učitelj (1900, Osp – 1969, Ljubljana)
- Klarisa Jovanović, prevajalka in profesorica francoščine ter primerjalne književnosti (1954, Ptuj)
- Silvester Komel, likovni pedagog in slikar (1931, Rožna Dolina – 1983, Rožna Dolina)
- Nada Morato, učiteljica (1927, Dol pri Vogljah)

## Šport
- Polona Barič, rokometašica (1992, Izola)
- Jadran Barut, veslač (1940, Izola)
- Nino Benvenuti, boksar (1938, Izola)
- Rok Božič, nogometaš (1985, Izola)
- Saša Božičič, nogometaš (1983, Izola)
- Mario Cesanelli, nogometaš (1919, Izola - čas in kraj smrti neznana)
- Giovanni Delise, veslač (1907, Izola - 1947, Izola)
- Giliante D'Este, veslač (1910, Izola - 1996, Rim, Italija)
- Enrico Engel, nogometaš (1909, Izola - čas in kraj smrti neznana)
- Mitja Gasparini, odbojkar (1984, Izola)
- Aredio Gimona, nogometaš in trener (1924, Izola - 1994, Livorno, Italija)
- Damir Hadžić, nogometaš (1984, Izola)
- Lucijan Kleva, veslač (1942, Izola - 2009, kraj smrti neznan)
- Lea Krajnc, rokometašica (1993, Izola)
- Darko Milanič, nogometni trener (1967, Izola)
- Alenka Orel, jadralka (1977, Izola)
- Janja Orel, jadralka (1977, Izola)
- Valentina Panger, rokometašica (1991, Izola)
- Giuseppe Perentin, plavalec (1906, Izola - 1981, kraj smrti neznan)
- Valerio Perentin, veslač (1909, Izola - 1998, Neapelj, Italija)
- Adilio Pugliese, nogometaš (1926, Izola - 2002, Lodi, Italija)
- Jan Radojkovič, rokometaš (1989, Izola)
- Amir Ružnič, nogometaš in nogometni menedžer (1972, Izola)
- Mara Šolaja, rokometašica in trenerka (čas in kraj rojstva neznana)
- Erik Tul, veslač (19375, Izola)
- Nicolo Vittori, veslač (1909, Izola - 1988, Trst, Italija)
- Umberto Vittori, veslač (1906, Izola)
- Bruno Zaro, košarkar in vinogradnik (čas in kraj rojstva neznana)
- Claudio Zaro, nogometaš (1921, Izola - 2001, Chicago, Združene države Amerike)
- Vasilij Žbogar, jadralec (1975, Koper)
- Anton Žlogar, nogometaš in trener (1977, Izola)

## Vojska
- Ferdo Bidovec, domoljub, organizator odpora proti fašizmu (1908, Trst, Italija – 1930, Bazovica, Italija)
- Umberto Felluga, antifašist in iredentist (1893, Izola - 1945 Dachau, Nemčija )
- Viktorija Kogoj, aktivistka, borka NOB (1892, Baška grapa – 1979, Izola)

## Zdravstvo
- Ivan Brežan, zdravnik (1814, Gorica, Italija – 1878, Dunaj, Avstrija)
- Boris Cergolj, zdravnik (1920, Vatovlje – 1998, Izola)
- Mario Gasparini, politik in zdravnik, častni občan Izole (1935, kraj rojstva neznan)

## Dela, ki govorijo o Občini
- Tone Barič. Izola - slovenski rokometni center. Primorske novice 37/17 (1999). (COBISS)
- Nataša Benčič. "Biti Izolan je stanje duha": Nataša Benčič, novinarka in voditeljica, o Izoli, ljudeh in Piccolu. Primorske novice 136/19 (2008). (COBISS)
- Italo Dellore. Več kot še ena knjiga o Izoli. Mandrač 390/11 (2000). (COBISS)
- Ilonja Dolenc. Izola so ljudje: življenjske zgodbe zanimivih izolanov, ki tkejo mrežo svojega mesta. Sobota 75/9 (2007). (COBISS)